# 蒂尤
蒂尤（法語：Tillou，法語發音：[tiju]）是法国德塞夫勒省的一个旧市镇，属于尼奥尔区。2019年，蒂尤与临近的2个市镇并入市镇謝夫布托訥。

## 地理
蒂尤（46°9'3"N, 0°7'18"W）面积10.04 平方千米，位于法国新阿基坦大区德塞夫勒省，该省份为法国西部内陆省份，北起曼恩-卢瓦尔省，西接旺代省，南至夏朗德省和滨海夏朗德省，东临维埃纳省。
与蒂尤接壤的市镇（或旧市镇、城区）包括：古尔奈-卢瓦泽、吕斯赖、派宰勒托尔、谢夫布托讷。

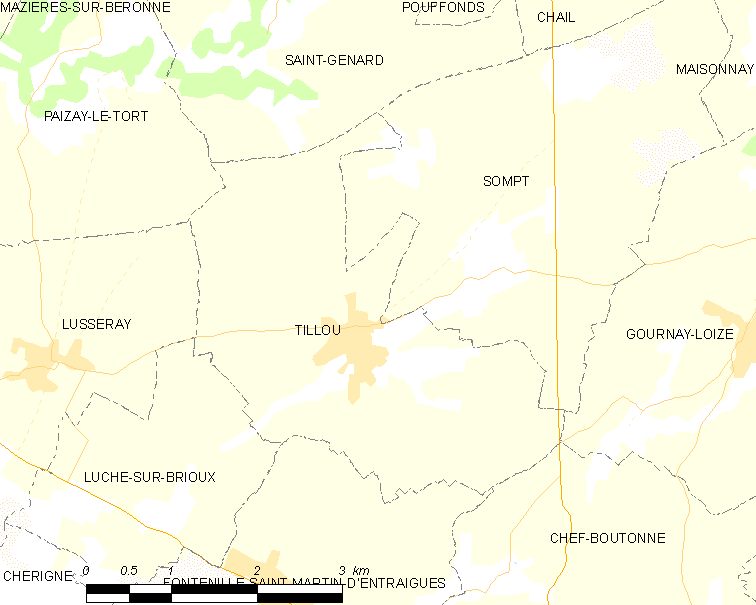
蒂尤的OSM定位图

蒂尤的时区为UTC+01:00、UTC+02:00（夏令时）。

## 行政
蒂尤的邮政编码为79110，INSEE市镇编码为79330。

## 政治
蒂尤所属的省级选区为梅勒县。

## 人口

1962-2008年间蒂尤人口变化图示

蒂尤于2018年1月1日时的人口数量为337人。